# Кшиж-Великопольський
Кшиж-Великопольський (пол. Krzyż Wielkopolski), до 1991 року Кшиж — місто в північно-західній Польщі, на річці Драва.

## Демографія
Демографічна структура станом на 31 березня 2011 року:
|          | Загалом | Допрацездатний вік | Працездатний вік | Постпрацездатний вік |
| -------- | ------- | ------------------ | ---------------- | -------------------- |
| Чоловіки | 3030    | 636                | 2108             | 286                  |
| Жінки    | 3210    | 626                | 1858             | 726                  |
| Разом    | 6240    | 1262               | 3966             | 1012                 |